# アカデミー国際長編映画賞チュニジア代表作品の一覧
以下はアカデミー国際長編映画賞チュニジア代表作品の一覧（アカデミーしょうこくさいちょうへんえいがしょうチュニジアだいひょうさくひんのいちらん）である。チュニジアは1995年に初めてアカデミー国際長編映画賞に映画を出品した。アカデミー国際長編映画賞はアメリカ合衆国の映画芸術科学アカデミー（AMPAS）が主催し、アメリカ合衆国以外の国で製作され、主要な会話が英語以外で占められた長編映画を対象としている。2020年度までにチュニジア代表作でノミネートに至ったのは『皮膚を売った男』のみである。

## 代表作
1956年よりAMPASは外国語映画賞を設置し、各国のその年最高の映画を招待している。外国語映画賞委員会はプロセスを監視し、すべての応募作品を評価する。その後、委員会は5つのノミネート作品を決定するために秘密投票を行う。
以下はチュニジア代表作の一覧である。
| 年 （授賞式）   | 日本語題       | 出品時の英題              | 原題                      | 言語                                 | 監督                       | 結果               |
| --------------- | -------------- | ------------------------- | ------------------------- | ------------------------------------ | -------------------------- | ------------------ |
| 1995 （第68回） |                | Le magique                | Le magique                | アラビア語、フランス語               | Azdine Melliti             | 落選               |
| 2002 （第75回） |                | The Magic Box             | La Boîte magique          | フランス語、アラビア語               | リダ・ベヒ                 | 落選               |
| 2016 （第89回） |                | As I Open My Eyes         | À peine j'ouvre les yeux  | アラビア語チュニジア方言、フランス語 | レイラ・ブジド             | 出品一覧に掲載無し |
| 2017 （第90回） |                | The Last of Us            | The Last of Us            | 台詞無し                             | アラ・エディン・スリム     | 落選               |
| 2018 （第91回） |                | Beauty and the Dogs       | ʿAlā kaff ʿifrīt          | アラビア語                           | カウテール・ベン・ハニア   | 落選               |
| 2019 （第92回） |                | Dear Son                  | Weldi                     | アラビア語                           | モハメド・ベン・アッティア | 落選               |
| 2020 （第93回） | 皮膚を売った男 | The Man Who Sold His Skin | The Man Who Sold His Skin | アラビア語、英語、フランス語         | カウテール・ベン・ハニア   | ノミネート         |
| 2021 （第94回） |                | Golden Butterfly          | Papillon d'Or             | アラビア語、英語、フランス語         | アブデルハミド・ブーチナク | 落選               |
| 2022 （第95回） |                | Under the Fig Trees       | Sous les figues           | アラビア語                           | エリゲ・セヒリ             | 落選               |